# Ernstmuseum
Het Ernstmuseum in de Hongaarse hoofdstad Boedapest is een kunstmuseum dat door Lajos Ernst werd gesticht.
Lajos Ernst werd in 1872 geboren in de familie van een rijke joodse koopman. Hij volgde het beroep van zijn vader, die een traditionele groothandelszaak had, niet op. Hij werd  kunstverzamelaar en beschermer van moderne kunstwerken. Reeds op 15-jarige leeftijd begon hij beelden en voorwerpen met betrekking tot Hongarije te verzamelen. Al in 1912 verzamelde hij een overvloed aan geschiedkundige en kunstgeschiedkundige voorwerpen. Ook in 1912 opende hij zijn eigen Ernstmuseum en stelde er voorwerpen en beelden tentoon.
Het museum staat in de Nagymezőstraat nr 8 te Boedapest. In het gebouw zijn de werken van twee kunstenaars uit de Hongaarse jugendstil te bewonderen. In de voorhal vinden we Ödön Lechner terug met glasschilderingen uitgevoerd door József Rippl-Rónai.
Tijdgenoten speelden een belangrijke rol voor Lajos Ernst en zijn museum. Naast het exposeren van Hongaarse gedenktekens en monumenten kregen ontelbare moderne beeldende kunstenaars in dat kader een gezamenlijke tentoonstelling van hun verzamelde werken. Lajos Ernst kon er niet inkomen dat buiten de oude Hongaarse herinneringen er uit zijn eigen tijdperk geen cultureel erfgoed  werd gewaardeerd. Hij zorgde ervoor dat Hongaarse kunstwerken en geschiedkundige verzamelingen gemeengoed werden en hij organiseerde voortdurend tentoonstellingen. De tentoonstellingen in de kunstgalerij van het Ernstmuseum kregen door toedoen van een eerste crisis al snel een belangrijke rol toebedeeld, vanwege de kennismaking met moderne uitvoeringen van beeldende kunsten. Bekend waren de tentoonstellingen van werken van bijvoorbeeld József Rippl-Rónai, Tivadar Kosztka Csontváry en Gyula Derkovits.
Vanaf 1917 organiseerde Lajos Ernst ook openbare verkopen op niveau in samenwerking met Béla Lázár.
Het kunstenaarsniveau van deze openbare verkopen was voortreffelijk: Holitscher, Kilényi, baron Vay (1917), graaf Sámuel Teleki (1926), de nalatenschap van Jenő Rákosi (1929), een graaf Erdődy-achtige Rákóczi schat (1930), Marcell Nemes en baron Kohner-achtige verzamelingen (1932-33).
Na zijn dood werden de openbare verkopen vanaf 1939 georganiseerd door  Almásy Dénesné Teleki Éva die de leiding van het museum had.
Na de dood van Lajos Ernst in 1937 werd de verzameling in 1939 geveild. Het beste materiaal werd door vertrouwde musea aangekocht. In 1950 kreeg het voormalige Ernstmuseum alsook de tentoonstelling van de Kunstengalerij een eigen stek.
Het doel van het Ernstmuseum is om niet alleen de herinnering aan haar stichter, maar ook de traditie ervan te bewaken. De functie die Lajos Ernst aan zijn museum toekende is een behoefte die tot op vandaag nodig is.
Hoewel in de 21e eeuw veel andere musea werden geopend, blijft het Lajos Ernstmuseum de functie vervullen welke het in de 20e eeuw werd toegedicht. Het blijft de Hongaarse eigen cultuur en de eigentijdse Hongaarse kunstenaars toegenegen.